# Škoda Felicia
 Denne artikel omhandler modellen bygget mellem 1994 og 2001. For modellen af samme navn bygget mellem 1959 og 1964, se Škoda 450.
Škoda Felicia (type 791) var en bilmodel bygget af Škoda Auto mellem 17. oktober 1994 og 2001 som efterfølger for og en videreudvikling af Škoda Favorit. Stationcarversionen, som afløste Forman, hed Felicia Combi (type 795) og kom på markedet i juni 1995.

## Baggrund
Da Felicia profiterede af samarbejdet med Volkswagen, hjalp den med til at forbedre Škodas image i Vesteuropa. Den var blandt andet den første Škoda-model nogensinde som fandtes i en dieselversion, og deres første bilmodel med flere væsentlige sikkerheds- og komfortfunktioner. Visse SLXi-modeller var udstyret med aircondition og velourindtræk. ABS-bremser, førerairbag og selestrammere kunne også leveres som ekstraudstyr.
Felicia blev taget ud af produktion i juni 2001, knap to år efter introduktionen af Fabia. Der blev i alt produceret 1.420.489 biler (pickup- og stationcarmodellerne blev solgt gennem hele 2001), inklusiv ca. 19.000 ommærkede pickup-versioner med Volkswagen-logo.

## Historie
Den oprindelige version af Felicia (1994−1998) var den første Škoda introduceret efter overtagelsen af Volkswagen Group. Den blev bygget med teknisk støtte fra Volkswagen, selv om den grundlæggende var en kraftigt faceliftet udgave af forgængeren Favorit. Talrige Volkswagen-dele fra Volkswagens underleverandører blev benyttet i Felicia, heriblandt 1,6-liters benzinmotoren og 1,9-liters dieselmotoren. Også sidespejlene kom fra Volkswagen Polo III.
- Felicia bagfra
- Škoda Felicia Combi (1995–1998)

I februar 1998 fik Felicia et facelift, hvor der kom mere teknik fra Volkswagen i Felicia. De mest synlige visuelle forskelle var en ny kølergrill og større kofangere, men faceliftet inkluderede også mindre modifikationer af undervogn og karrosseri hvilket forbedrede kollisionssikkerheden.
I 1998 kom der ligeledes en prototype med navnet Felicia Golden Prague.
I slutningen af 1999 kom efterfølgeren Fabia på markedet. Ud over hatchback og stationcar fandtes den også som sedan.
Den sidste Felicia forlod samlebåndet i juni 2001. Ved produktionens afslutning var der blevet fremstillet 912.810 eksemplarer af Felicia og 356.596 eksemplarer af Felicia Combi.
- Škoda Felicia (1998–2001)
- Škoda Felicia Combi (1998–2001)
- Førerplads, uden passagerairbag og med uoriginal radio

I årene 1959 til 1964 fremstillede Škoda Auto også en bilmodel med navnet Felicia. Der er her tale om en omdøbt topersoners sportscabriolet fra Škoda 450-serien, og ikke en forgænger for modellen fra 1990'erne.
Bagagerummet kunne i hatchbackversionen rumme 272 liter med bagsædet i oprejst stilling, men kunne ved at klappe bagsædet frem øges til 976 liter. For stationcar (Combi) var disse værdier 447 hhv. 1366 liter.

## Motorer
Alle til Felicia tilgængelige motorer var firecylindrede rækkemotorer som arbejdede efter firetaktsprincippet og var vandkølede. Motorerne var monteret fortil på tværs.
Felicia blev lavet med motorer fra såvel Škoda Auto som Volkswagen. De svageste benzinmodeller med 54 hhv. 68 hk var udstyret med Škodas egen aluminiumsmotor, som startede sin karriere i den hækmotoriserede Škoda 742, og (i modificeret form) blev benyttet helt frem til 2003 i Fabia, Volkswagen Lupo og SEAT Arosa. Den kraftigste benzinmodel med 75 hk samt dieselmodellen var udstyret med Volkswagen-stålmotorer, som også fandtes i Polo samt Golf III.
1,3-liters benzinmotorerne havde på årsmodel 1995 og 1996 Mono-Motronic-indsprøjtning leveret af Bosch, hvor der var én fælles indsprøjtningsdyse til alle cylindrene. Dette blev fra modelår 1997 afløst af multipoint-indsprøjtning fra Siemens, hvor hver cylinder havde sin egen indsprøjtningsdyse. Få biler til primært det østeuropæiske marked var udstyret med karburator. 1,6-liters benzinmotoren havde uanset årgang Magneti Marelli multipoint-indsprøjtning, mens dieselmodellen havde hvirvelkammerindsprøjtning.
- 1,3-liters BMM-benzinmotor
- 1,3-liters MPI-benzinmotor
- 1,6-liters MPI-benzinmotor
- 1,9-liters dieselmotor

Den eneste tilgængelige gearkasse var manuel med fem gear af transakseltypen med indbygget differentiale og slutdrev. Felicia var forhjulstrukket.

### Tekniske data
|                                                | 1.3                          | 1.3                 | 1.3                 | 1.3                            | 1.3 i               | 1.3 i               | 1.6                 | 1.9 D              |
| Byggeperiode                                   | 1994–1996                    | 1996–2001           |                     |                                | 1994–1996           | 1996–2001           | 1995–2001           | 1996–2001          |
| Motordata                                      |                              |                     |                     |                                |                     |                     |                     |                    |
| Motorfabrikat                                  | Škoda Auto                   | Škoda Auto          | Škoda Auto          | Škoda Auto                     | Škoda Auto          | Škoda Auto          | Volkswagen          | Volkswagen         |
| Motorkode                                      | Š 791.135 B                  | 135M                |                     |                                | Š 791.136 B         | 136M                | AEE                 | AEF, 1Y            |
| Motortype                                      | R4-benzinmotor               | R4-benzinmotor      | R4-benzinmotor      | R4-benzinmotor                 | R4-benzinmotor      | R4-benzinmotor      | R4-benzinmotor      | R4-dieselmotor     |
| Antal ventiler pr. cylinder                    | 2                            | 2                   | 2                   | 2                              | 2                   | 2                   | 2                   | 2                  |
| Ventilstyring                                  | OHV, kæde                    | OHV, kæde           | OHV, kæde           | OHV, kæde                      | OHV, kæde           | OHV, kæde           | OHC, tandrem        | OHC, tandrem       |
| Fødesystem                                     | Monopoint                    | Multipoint          | Karburator          | Karburator                     | Monopoint           | Multipoint          | Multipoint          | Hvirvelkammer      |
| Katalysator                                    | Reguleret                    | Reguleret           | Ureguleret          | Ingen                          | Reguleret           | Reguleret           | Reguleret           | Ingen              |
| Trykladning                                    | –                            | –                   | –                   | –                              | –                   | –                   | –                   | –                  |
| Køling                                         | Vandkøling                   | Vandkøling          | Vandkøling          | Vandkøling                     | Vandkøling          | Vandkøling          | Vandkøling          | Vandkøling         |
| Boring × slaglængde                            | 75,5 × 72,0 mm               | 75,5 × 72,0 mm      | 75,5 × 72,0 mm      | 75,5 × 72,0 mm                 | 75,5 × 72,0 mm      | 75,5 × 72,0 mm      | 76,5 × 86,9 mm      | 79,5 × 95,5 mm     |
| Slagvolume                                     | 1289 cm³                     | 1289 cm³            | 1289 cm³            | 1289 cm³                       | 1289 cm³            | 1289 cm³            | 1598 cm³            | 1896 cm³           |
| Kompressionsforhold                            | 8,8:1                        | 9,5:1               | 8,8:1               | 8,8:1                          | 9,7:1               | 10,0:1              | 9,8:1               | 22,5:1             |
| Maks. effekt ved omdr./min.                    | 40 kW (54 hk) 5000           | 40 kW (54 hk) 4500  | 42 kW (57 hk) 5000  | 43 kW (58 hk) 5000             | 50 kW (68 hk) 5500  | 50 kW (68 hk) 5000  | 55 kW (75 hk) 4500  | 47 kW (64 hk) 4300 |
| Maks. drejningsmoment ved omdr./min.           | 94 Nm 3250                   | 99 Nm 2500          | 94 Nm 3000          | 94 Nm 3000                     | 100 Nm 3750         | 106 Nm 2600         | 135 Nm 3500         | 124 Nm 2500−3200   |
| Kraftoverførsel                                |                              |                     |                     |                                |                     |                     |                     |                    |
| Drivende hjul                                  | Forhjul                      | Forhjul             | Forhjul             | Forhjul                        | Forhjul             | Forhjul             | Forhjul             | Forhjul            |
| Gearkasse                                      | 5-trins manuel               | 5-trins manuel      | 5-trins manuel      | 5-trins manuel                 | 5-trins manuel      | 5-trins manuel      | 5-trins manuel      | 5-trins manuel     |
| Præstationer (Felicia)                         |                              |                     |                     |                                |                     |                     |                     |                    |
| Topfart                                        | 145 km/t                     | 151 km/t            | 145 km/t            | 145 km/t                       | 150 km/t            | 162 km/t            | 170 km/t            | 156 km/t           |
| Acceleration 0-100 km/t                        | 17,0 sek.                    | 15,5 sek.           | 16,0 sek.           | 15,0 sek.                      | 14,0 sek.           | 13,5 sek.           | 12,0 sek.           | 16,5 sek.          |
| Brændstofforbrug pr. 100 km ved blandet kørsel | 7,7 liter Blyfri 91          | 6,4 liter Blyfri 91 | 8,0 liter Blyfri 91 | 7,9 liter Blyfri/ blyholdig 91 | 7,4 liter Blyfri 95 | 6,7 liter Blyfri 95 | 6,9 liter Blyfri 95 | 6,4 liter Diesel   |
| CO2-udslip ved blandet kørsel                  |                              | 154 g/km            |                     |                                |                     | 160 g/km            | 165 g/km            | 169 g/km           |
| Præstationer (Felicia Combi)                   |                              |                     |                     |                                |                     |                     |                     |                    |
| Topfart                                        | 140 km/t                     | 151 km/t            | 140 km/t            | 140 km/t                       | 145 km/t            | 162 km/t            | 170 km/t            | 156 km/t           |
| Acceleration 0-100 km/t                        | 19,0 sek.                    | 16,5 sek.           | 18,0 sek.           | 18,0 sek.                      | 17,0 sek.           | 14,0 sek.           | 13,0 sek.           | 17,5 sek.          |
| Brændstofforbrug pr. 100 km ved blandet kørsel | 7,6 liter Blyfri 91          | 6,4 liter Blyfri 91 | 7,9 liter Blyfri 91 | 7,8 liter Blyfri/ Blyholdig 91 | 7,3 liter Blyfri 95 | 6,7 liter Blyfri 95 | 6,9 liter Blyfri 95 | 6,4 liter Diesel   |
| CO2-udslip ved blandet kørsel                  |                              | 154 g/km            |                     |                                |                     | 160 g/km            | 165 g/km            | 169 g/km           |
| Præstationer (Vanplus)                         |                              |                     |                     |                                |                     |                     |                     |                    |
| Topfart                                        | 130 km/t                     | 138 km/t            | 130 km/t            | 130 km/t                       | 135 km/t            | 149 km/t            | 154 km/t            | 140 km/t           |
| Acceleration 0-100 km/t                        | 19,0 sek.                    | 17,0 sek.           | 18,0 sek.           | 18,0 sek.                      | 17,0 sek.           | 15,0 sek.           | 13,5 sek.           | 17,5 sek.          |
| Brændstofforbrug pr. 100 km ved blandet kørsel | 8,7 liter Blyfri 91          | 8,4 liter Blyfri 91 | 9,0 liter Blyfri 91 | 8,9 liter Blyfri/ blyholdig 91 | 8,4 liter Blyfri 95 | 8,2 liter Blyfri 95 | 9,1 liter Blyfri 95 | 6,4 liter Diesel   |
| Præstationer (Pick-up)                         |                              |                     |                     |                                |                     |                     |                     |                    |
| Topfart                                        | 135 km/t                     | 146 km/t            | 135 km/t            | 135 km/t                       | 140 km/t            | 155 km/t            | 161 km/t            | 150 km/t           |
| Acceleration 0-100 km/t                        | 17,0 sek.                    | 16,0 sek.           | 16,0 sek.           | 15,0 sek.                      | 14,0 sek.           | 14,0 sek.           | 12,5 sek.           | 16,5 sek.          |
| Brændstofforbrug pr. 100 km ved blandet kørsel | 7,8 liter Blyfri 91          | 7,8 liter Blyfri 91 | 8,1 liter Blyfri 91 | 8,0 liter Blyfri/ blyholdig 91 | 7,5 liter Blyfri 95 | 8,1 liter Blyfri 95 | 8,7 liter Blyfri 95 | 6,4 liter Diesel   |
| Bemærkninger                                   |                              |                     |                     |                                |                     |                     |                     |                    |
|                                                | Ikke egnet til E10-brændstof |                     |                     |                                |                     |                     |                     |                    |

1. 1 2  Den højere effekt i 1,3-litersmotoren med 50 kW (68 hk) er opnået ved hjælp af et højere kompressionsforhold og længere åbningstider for indsugningsventilerne.[6]

## Modelvarianter
Felicia er blevet produceret i følgende udstyrsvarianter:
- LX
- LXi
- GLX
- GLX 1,9D
- GLXi
- LX 1,6
- LXi 1,6
- GLX 1,6
- GLXi 1,6
- GLXi 1,6 top
- Felicia 2000
- L&K

i'et uden tilføjelsen "1,6" kendetegnede den effektøgede version af Škoda-motoren på 1,3 liter.
Udstyrsvarianten X, som ikke var forberedt til montering af en bilradio, blev også solgt i en kort periode.
I årene 1995 og 1996 blev Felicia L&K markedsført i anledning af Laurin & Klement's 100 års-fødselsdag. Ligesom normalt i dagens L&K-modeller havde Felicia L&K fuldt udstyr (bl.a. lædersæder med sædevarme, el-ruder (i visse tilfælde også ved bagsædet), soltag og meget andet ekstraudstyr). Felicia L&K blev kun produceret med den 1,3-liters Škoda-motor med 50 kW (68 hk) i farven "Indigoblå".

## Pickup
Fra august 1995 blev Felicia også produceret i en pickup-version (type 797), som kunne leveres med enten åben lasteflade eller fast tagpåbygning. Felicia Pickup havde kun airbag i førersiden, og blev ikke berørt af personbilsversionernes facelift i 1998.

### Felicia Fun
En variant af pickupversionen var Felicia Fun (type 796) med et specielt farvekoncept, der blev introduceret i midten af 1997. Både på lakeringen, frontbøjlen og læderudstyret dominerede en påfaldende gul farvetone. Dette gjaldt også for rattet, gearstangen og 13"-alufælgene. B-søjlen såvel som nakkestøtterne var fra fabrikken forsynet med en applikation af en stiliseret frøkonge fra logoet for Felicia Fun. På Felicia Fun kunne kabinebagvæggen klappes ned, hvorved en anden sæderække fremkom under åben himmel. Kalecher og hardtops kunne købes som tilbehør, så passagerer på klapbagsædet samt genstande på lastefladen også kunne transporteres beskyttet mod vind og vejr. Felicia Fun havde 1,6-litersmotoren og blev fremstillet i 3.992 eksemplarer.

### Volkswagen Caddy Pick-up
Mellem juni 1996 og december 2000 blev pickupversionen i visse lande, dog ikke Danmark, også solgt gennem Volkswagens forhandlernet under navnet Volkswagen Caddy Pick-up (type 9U) sideløbende med den lukkede version (type 9KV) på basis af SEAT Inca, som efterfølger for type 14D, som udgik i 1992 og var baseret på Golf I.
Med undtagelse af Volkswagen-logoet på kølergrillen, bagpå og på rattet var modellen nøjagtigt identisk med Škoda Felicia Pickup. Den kunne leveres med 1,6-liters benzinmotoren og 1,9-liters dieselmotoren.
Caddy Pick-up blev fremstillet sammen med søstermodellen fra Škoda Auto på deres fabrik i Kvasiny i Tjekkiet.

## Vanplus
Felicia Combi blev i nogle lande også solgt som varebil med højt tag og uden bageste sideruder under navnet Vanplus.

## Sikkerhed
Det svenske forsikringsselskab Folksam vurderer flere forskellige bilmodeller ud fra oplysninger fra virkelige ulykker, hvorved risikoen for død eller invaliditet i tilfælde af en ulykke måles. I rapporterne Hur säker är bilen? er/var personbilsversionen af Felicia klassificeret som følger:
- 2001: Mindst 20 % bedre end middelbilen[11]
- 2003: Som middelbilen[12]
- 2005: Ned til 15 % dårligere end middelbilen[13]
- 2007: Dårligere end middelbilen[14]
- 2009: Dårligere end middelbilen[15]
- 2011: Dårligere end middelbilen[16]
- 2013: Som middelbilen[17]
- 2015: Som middelbilen[18]
- 2017: Mindst 20 % dårligere end middelbilen[19]
- 2019: Som middelbilen[20]

For pickupversionen er klassificeringen:
- 2013: Mindst 40 % dårligere end middelbilen[17]
- 2015: Mindst 40 % dårligere end middelbilen[18]
- 2017: Mindst 20 % dårligere end middelbilen[19]
- 2019: Mindst 20 % dårligere end middelbilen[20]

## Motorsport
Felicia blev også produceret i en Kit Car-version, som i årene 1995 til 1997 gjorde tjeneste i rallyverdensmesterskaberne. I den første sæson landede Felicia Kit Car på tredjepladsen med Emil Triner og Pavel Sibera bag rattet. I 1996 kom Stig Blomqvist på tredjepladsen i det engelske RAC Rally med en Felicia Kit Car. I den sidste sæson, 1997, fik Felicia Kit Car andenpladsen i sin klasse ved rallyverdensmesterskabet. Siden har Škoda fortsat deres rallysucces med Octavia WRC.
1,6-modellen dannede homologationsbasis for den i World Rally Championship's F2-klasse benyttede Škoda Felicia Kit Car.
Til Felicia lavede Škoda også deres egen 1,6-liters OHC-aluminiumsmotor med 75 kW (102 hk), som gjorde tjeneste i visse Favorit-racerprototyper, mens Volkswagen insisterede på at benytte deres gamle 55 kW (75 hk)-motor.